# Miri Regev
Miriam (Miri) Regev (Hebreeuws: מרים (מירי) רגב , geboortenaam Miriam (Miri) Siboni) (Kirjat Gat, 26 mei 1965) is een Israëlische politica en voormalig legerofficier. Namens Likoed is ze lid van de Knesset en sinds 14 mei 2015 minister van Cultuur en Sport in het kabinet-Netanyahu IV.
De ouders van Miri zijn afkomstig uit Marokko. Van 1983 tot 2007 diende ze in het Israëlische leger. Tijdens haar diensttijd behaalde ze een master in bedrijfskunde en een bachelor in buitenschools onderwijs. Tot 1986 was ze pelotonscommandant bij Gadna, een legeronderdeel dat zich toelegt op de militaire training van jongeren. Daarna werd ze woordvoerder bij het zuidelijk commando. Na onder meer aan het hoofd te hebben gestaan van de pers- en mediacensuur werd ze in 2005 in de rang van brigadegeneraal hoofdlegerwoordvoerder en daarmee tegelijkertijd lid van de generale staf.
Eind 2008 sloot ze zich aan bij Likoed, een partij waarmee ze naar eigen zeggen al lange tijd sympathiseerde. Dankzij de gunstige verkiezingsuitslag van 2009 won ze een zetel in het parlement. Ze werd herkozen in 2013 en 2015. Sinds mei 2015 heeft ze de ministeriële portefeuille voor sport en cultuur in de 34e regering van Israël.
Begin februari 2019 was zij een van de ondertekenaars van een petitie door de Nahala-beweging aan het adres van de (volgende) Israëlische regering, waarin gevraagd wordt héél de door Israël bezette Westelijke Jordaanoever te koloniseren met twee miljoen joden. Daartoe moet het Twee-statenmodel worden losgelaten en de geldende bouwstop buiten de "officiële settlement-blocs" (die de VN als illegaal beschouwd). Het gaat om een plan van Jitschak Sjamier uit de jaren '90 van de vorige eeuw. De Nahala-petitie heeft het over: Het land Israël: één land voor één volk.
Miri Regev is getrouwd, heeft drie kinderen en is woonachtig in Rosj Haäjin.